# Југословенска заједница (лист)
Југословенска заједница је памфлетски лист који је изашао у Сомбору само једанпут, 4. новембра 1939. године.

## Историјат
Лист је требало да подсећа на тек угашен Маглићев лист Заједница. Југословенску заједницу је финансирао познати сомборски политичар др Коста Поповић. Као члан градског већа он је критиковао др Цвету Маглића кога је Цветковићев режим сменио са функције председнилка општине. Маглић је на оптужбе одговорио у Дану, а Поповић је покренуо нови лист да би опширно и документовано изнео све оптжбе против бивше градске управе.
У листу су помињани и анонимни памфлети после споразума са Хрватима.

### Место и време издавања
Сомбор, изашао само један број 4. новембра 1939. године.

### Штампарија
Југословенска заједница је штампана у штампарији "Југословенска штампарија".

## Главни  уредник
Власник и одговорни главни уредник листа је био Коста Поповић.